# Королёв, Андрей Вадимович
Андре́й Вади́мович Королёв (род. 9 декабря 1962, Москва) — российский ученый, врач-хирург, травматолог, президент Ассоциации спортивных травматологов, артроскопических и ортопедических хирургов, реабилитологов (АСТАОР, с 2010 года), главный врач Олимп Клиник МАРС, бывший главный врач Европейской клиники спортивной травматологии и ортопедии (ESCTO, с 2009 по 2024 год), входящей в состав Европейского медицинского центра. Официальный посол в России Европейского общества спортивной травматологии, хирургии коленного сустава и артроскопии (ESSKA), входит в совет Европейской ассоциации спортивной медицины (ESMA). Внук Сергея Королёва.

## Биография
Андрей Вадимович Королёв родился 9 декабря 1962 года в Москве в семье инженера Вадима Худякова (род. 1932) и врача Наталии Королёвой (1935—2023). По материнской линии приходится внуком Сергею Королёву (1907—1966) — советскому ученому, одному из создателей советской ракетно-космической техники, ключевой фигуре в освоении человеком космоса, основателю практической космонавтики.
В 1969—1979 годах учился в школе № 31 с углубленным изучением иностранных языков (ныне школа № 1520 имени Капцовых), окончив её в один год с писателем Виктором Пелевиным. В 1979—1985 годах — в Первом Московском медицинском институте им. И. М. Сеченова. В 1985—1987 годах — в клинической ординатуре кафедры физиопульмонологии института имени Сеченова под руководством профессора Михаила Перельмана, в 1987—1990 годах — в аспирантуре той же кафедры. В 1990 году защитил кандидатскую диссертацию по теме «Трансплантация трахеи. Экспериментальное исследование» и начал работать в академической группе по изучению проблем пересадки комплекса «сердце — легкие» при М. Перельмане.
В 1992—1994 годах проходил стажировку в Германии под руководством профессора Леонарда Швайберера. В 1994—2001 годах преподавал в Российской медицинской академии последипломного образования, руководил клинической базой кафедры травматологии и ортопедии в ГКБ № 15 Москвы. С 2001 года преподает в Российском университете дружбы народов. В 2002—2009 годах руководил клинической базой кафедры в ГКБ № 31 Москвы.
В 2002—2024 годах работал в Европейском медицинском центре, одной из крупнейших в России сетей частных клиник. В 2009 году основал входящую в состав центра Европейскую клинику спортивной травматологии и ортопедии, возглавлял ее с 2009 по 2024 год. С 2024 года является главным врачом московского многопрофильного медицинского центра Олимп Клиник МАРС.

## Научная и общественная деятельность
Доктор медицинских наук (2004), профессор (2006), автор более чем 150 научных работ, учебных пособий и публикаций в профильных изданиях, включая журналы «Травматология и ортопедия России», «Гений ортопедии» и другие, выступает как эксперт в крупных СМИ.
Андрей Королёв считается одним из самых авторитетных в России специалистов по ортопедической хирургии и спортивной травматологии. В 2010 году он организовал и стал президентом АСТАОР — ассоциации профильных специалистов, входящей в Европейское общество спортивной травматологии, хирургии коленного сустава и артроскопии.
Является консультантом ряда ведущих спортивных клубов, включая ЦСКА, «Спартак», «Динамо» и другие.

## Семья
Жена — Елена Сергеевна Королева, архитектор. Есть сын Павел и дочь Ксения.
- Дед — Сергей Королёв
- Не родной дед — Евгений Щетинков, второй муж бабушки.
- Бабушка — Ксения Винцентини
- Мать — Наталья Королёва

## Избранные публикации
- Королев А. В. Комплексное восстановительное лечение пациентов с повреждениями менисков и связок коленного сустава с использованием артроскопических методик. Москва, 2004
- Королев А. В., Ильин Д. О. Клиническое обследование плечевого сустава: учебно-методическое пособие. Москва, 2018
- Королев А. В. и др. Хирургическое лечение оскольчатого внутрисуставного перелома дистальной трети бедренной кости у пациента с несовершенным остеогенезом I типа // Ортопедия, травматология и восстановительная хирургия детского возраста. — 2019 — Т. 7 — Вып. 1
- Королев А. В. и др. Стабилизация акромиально-ключичного сустава динамической системой dogbone (arthrex): обзор литературы и отдаленные результаты // Гений ортопедии. — 2018 — Т. 24 — № 4
- Королев А. В. и др. Рентгенологические характеристики акромиального отростка лопатки как прогностический фактор формирования неполнослойных разрывов вращательной манжеты // Гений ортопедии. — 2019 — Т. 25 — № 1
- Королев А. В. и др. Массивная посттравматическая гетеротопическая оссификация коленного сустава (случай из клинической практики) // Травматология и ортопедия России. — 2017 — 23 (4)
- Королев А. В. и др. Инфекционный артрит плечевого сустава после артроскопического шва вращательной манжеты (случай из клинической практики) // Травматология и ортопедия России. — 2019 — 25 (1)
- Королев А. В. и др. Транспателлярная реконструкция медиальной пателлофеморальной связки аутотрансплантатом из сухожилия полусухожильной мышцы // Травматология и ортопедия России. — 2018 — 24 (3)
- Королев А. В. и др. Влияние дополнительной поперечной стабилизации трансплантата передней крестообразной связки в бедренном канале на степень его расширения // Травматология и ортопедия России — 2017 — 23 (1)
- Королев А. В. и др. Отдаленные результаты сшивания менисков при артроскопической пластике передней крестообразной связки // Травматология и ортопедия России — 2016 — 22 (3)
- Королев А. В. и др. Взаимосвязь положения костных каналов при артроскопической пластике передней крестообразной связки, интраоперационных пожеланий хирурга и антропометрических данных пациента // Травматология и ортопедия России — 2016 — 1